# Tommaso Fazello
Tommaso Fazello (Sciacca, 1498 – Palermo, 8 aprile 1570) è stato un presbitero, storico e antiquario italiano.

## Biografia
Frate domenicano, non si sa con certezza se Tommaso, al pari di suo fratello Girolamo, abbia studiato teologia a Padova. Fu a lungo insegnante a Palermo, a partire dal 1555, presso il convento di San Domenico.
Vestì l'abito in San Domenico a Palermo e ben presto con la sua dottrina ed eloquenza divenne uno dei maggiori oratori dell'epoca.
Nel 1558, spinto da Paolo Giovio dopo ventennali ricerche, diede alle stampe presso la tipografia Maida di Palermo il De Rebus Siculis Decades Duae, il primo libro “stampato” sulla storia della Sicilia: la prima decade è di carattere geografico e descrittivo, mentre la seconda è di carattere storico. Si tratta di un'opera fondamentale per la topografia e la geografia della Sicilia, scritta in elegante latino, importante altresì come primo esempio di topografia storica e archeologica; contiene inoltre una storia della Sicilia dalle origini mitiche fino ai tempi dell'autore.
Fu per dieci volte priore del convento di San Domenico a Palermo e due volte provinciale di Sicilia. Fu tanta la sua fama che nel 1558 fu designato come generale dell'Ordine, ma modestamente rifiutò l'incarico.
Tra le scoperte di Fazello i siti di Akrai, Selinunte, Eraclea Minoa e del tempio di Zeus Olimpio ad Agrigento.
Compose altre opere che lasciò inedite, tra le quali le Conciones variae ed il De regno Christi (sebbene quest'ultima venga attribuita da Pirro al fratello di Tommaso, Girolamo).
È stato definito Padre della storia siciliana e Livio siciliano.
A Sciacca gli sono stati intitolati il liceo classico ed il corso principale del quartiere di San Michele; inoltre, è stata posta, nelle adiacenze della chiesa di San Domenico, una statua che lo raffigura.

## Opere

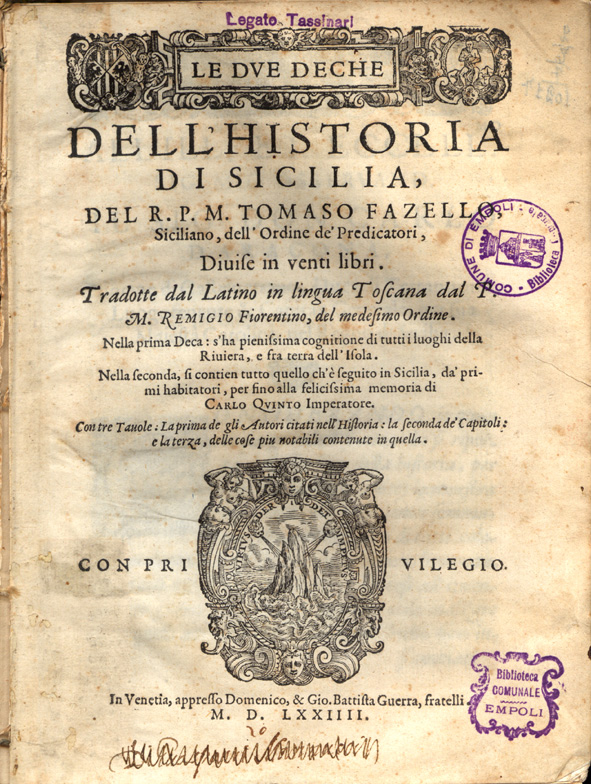
Dell'Historia di Sicilia, 1574

- (LA) Tommaso Fazello, De rebus Siculis decades duae, nunc primum in lucem editae. His accessit totius operis index locupletissimus, Palermo, apud Ioannem Matthaeum Maidam et Franciscum Carraram, 1558. URL consultato il 23 novembre 2019.
- Tommaso Fazello, Le due deche dell'historia di Sicilia ... tradotte dal Latino in lingua Toscana da Remigio Fiorentino, Venezia, appresso Domenico, & Gio. Battista Guerra fratelli, 1573. URL consultato il 23 novembre 2019.